# 12382 Niagara Falls
För andra betydelser, se Niagara (olika betydelser).
12382 Niagara Falls eller 1994 SO5 är en asteroid i huvudbältet som upptäcktes den 28 september 1994 av Spacewatch vid Kitt Peak-observatoriet. Den är uppkallad efter Niagarafallen.
Asteroiden har en diameter på ungefär 7 kilometer och den tillhör asteroidgruppen Astrid.